# Биогенез
Биогене́з — образование органических соединений живыми организмами.
В другом значении биогенез — эмпирическое обобщение, утверждающее, что всё живое происходит только от живого. В основе представлений о биогенезе лежат противопоставление живого неживому и идея вечности жизни. В XIX веке биогенез противопоставляли представлениям о спонтанном самозарождении микроорганизмов (бактерий и простейших) из неорганического вещества. Как гипотеза о вечности жизни биогенез несостоятелен. Согласно современным научным представлениям, живое вещество на Земле возникло из неорганического вещества, но не в результате спонтанного самозарождения, а в результате химической (пребиотической) эволюции, длящейся миллионы лет.. См. также: Возникновение жизни.

## Биогенез клеточных структур
Процессы транскрипции и трансляции — первый этап на пути формирования внутриклеточных структур. Следующие этапы — сборка надмолекулярных комплексов и их доставка в определённые участки клетки.
Первичная структура белка, т. е. последовательность аминокислот в молекуле полипептида, определяет его вторичную и третичную структуры. Взаимодействие белковых молекул с другими белковыми и небелковыми органическими соединениями приводит к образованию четвертичной структуры белков и их встраиванию в те надмолекулярные комплексы, для которых эти белки предназначены. Все эти этапы превращений белковой молекулы, начиная от синтеза её рибонуклеиновой матрицы и до вхождения наряду с другими соединениями в состав определённых компонентов клетки, связаны с процессами самосборки. Именно эти процессы лежат в основе формирования и биогенеза клеточных структур.

## Биогенез и теория панспермии
В основе представлений о биогенезе лежит идея вечности жизни. Поскольку, если живые организмы происходят только от других живых организмов, то их цепочка должна тянуться в прошлое бесконечно. Сторонники биогенеза предполагали, что зародыши живых существ были занесены на Землю с других, более древних небесных тел — теория панспермии. Её поддерживали немецкий химик Ю. Либих, физик и физиолог Г. Гельмгольц, шведский химик С. А. Аррениус и др., противопоставлявшие теорию панспермии существовавшему в середине XIX в. представлению о самозарождении сложно организованных животных (червей, мух и др.) из гниющего мяса, грязи и т. п. Авторы теории биогенеза ссылались на то, что перенос зародышей теоретически возможен, т. к. при отсутствии кислорода и при низкой температуре космического пространства зародыши могли находиться в состоянии анабиоза. Однако в дальнейшем выяснилось, что космические лучи оказывают губительное действие даже на весьма устойчивые споры бактерий. На ошибочность теории биогенеза указал Ф. Энгельс, считавший, что представление о требуемой теорией биогенеза устойчивости носителя жизни — белка — противоречит данным о его химических свойствах, а представление о вечности первичных носителей жизни несовместимо с историческим взглядом на живую природу. Несостоятельность представлений о вечности жизни означает несостоятельность теории биогенеза.

## Опыты Луи Пастера
Вплоть до XIX века учению о вечности жизни и панспермии некоторые учёные противопоставляли представление о «жизненной силе» — некоей всепроникающей субстанции, заставляющей зарождаться живое из неживого (лягушек — из болота, личинок мух — из мяса, червей — из почвы и т. д.). Французский химик Луи Пастер интересовался данным вопросом в связи с возможностью борьбы с инфекционными заболеваниями. Если «жизненная сила» существует, то бороться с болезнями бессмысленно: сколько микробов не уничтожай, они самозародятся вновь. Если же микробы всегда приходят извне, тогда есть шанс. Вопрос об изначальном самозарождении жизни на Земле им не ставился.
Для проверки этих гипотез Л. Пастер в 1865 г. поставил специальный эксперимент. Он использовал колбу с открытым, дважды изогнутым горлышком в виде буквы S, чтобы «жизненная сила» смогла проникнуть внутрь, а микробы — нет (споры микробов переносятся по воздуху на пылинках, которые просто осядут на стенках изогнутой трубки). Эту колбу он заполнил прокипячённым бульоном, подержал сутки и обнаружил, что микробы в ней не самозародились. Вывод: «жизненной силы» не существует, и в настоящее время микроорганизмы не самозарождаются из неживого субстрата.
Однако этот эксперимент вовсе не доказывает, что живое вообще никогда не может самозарождаться из неживого, как ошибочно полагают многие. Эксперимент Пастера доказывает лишь невозможность зарождения микроорганизмов конкретно в тех питательных средах, которые он использовал, при весьма ограниченном диапазоне условий и в течение коротких промежутков времени. Но он не доказывает невозможность самозарождения жизни в течение сотен миллионов лет химической эволюции, в самых разных средах и при разных условиях (особенно при условиях ранней Земли: в бескислородной атмосфере, наполненной метаном, углекислым газом, аммиаком и циановодородом, при пропускании электрических разрядов и т. д.). Этот эксперимент в принципе не может касаться вопроса об изначальном зарождении жизни хотя бы потому, что в своих опытах Пастер использовал мясные и дрожжевые бульоны (а также мочевину и кровь), а до зарождения жизни не было ни дрожжей, ни мяса. И тем более эксперимент Пастера никак не опровергает современные научные теории и гипотезы о зарождении жизни в глубоководных горячих гидротермальных источниках, в геотермальных источниках, на минеральных кристаллах, в космическом пространстве, в протопланетной туманности, из которой сформировалась Солнечная система и др.
Таким образом, закона биогенеза как утверждения «живое всегда происходит только от живого» в современной науке не существует. Несмотря на это, данное утверждение взято на вооружение и широко пропагандируется некоторыми направлениями креационизма. Напротив, поскольку всё живое состоит из тех же самых «неживых» элементов, что и остальное вещество, между живой и неживой материей нет непреодолимой грани. В XX веке химиками было обнаружено множество способов синтеза органических веществ из неорганики. Следовательно, живое должно было произойти от неживого. Ответ насчёт конкретных процессов и механизмов этого явления пытается дать современная теория абиогенеза.

## Биогенез и религия
Распространено ошибочное представление, будто закон биогенеза означает изначальное сотворение жизни на Земле какими-то сверхъестественными силами. Однако это ошибка, поскольку такая сверхъестественная сила не является живым организмом, и значит, такое утверждение как раз противоречит теории биогенеза. Более того, закон биогенеза как утверждение, что живое происходит только от живого, напрямую опровергает библейские тексты, в которых сложноорганизованные животные возникают прямо из неживого субстрата:
«И произвела земля зелень, траву, сеющую семя по роду [и по подобию] её, и дерево [плодовитое], приносящее плод…» (Быт. 1:12)
«И сказал Бог: да произведёт вода пресмыкающихся, душу живую; и птицы да полетят над землёю, по тверди небесной. [И стало так.]» (Быт. 1:20)
«И сотворил Бог рыб больших и всякую душу животных пресмыкающихся, которых произвела вода, по роду их,..» (Быт. 1:21)
«И сказал Бог: да произведёт земля душу живую по роду её, скотов, и гадов, и зверей земных по роду их. И стало так.» (Быт. 1:24)